# M1879 Reichsrevolver
O M1879 Reichsrevolver, ou Reichs-Commissions-Revolver Modell 1879 e 1883, foram revólveres de serviço usados pelo Exército Imperial Alemão de 1879 a 1908, quando foi substituído pela pistola semiautomática Luger.
As duas versões do revólver diferem no comprimento do cano (o M1883 tinha um cano de 5 polegadas) e no formato do punho. Embora o projeto fosse datado, a arma era extremamente robusta e ainda foi usada durante a Primeira Guerra Mundial e até 1945 pela segurança da administração aduaneira. O M1879 é referido como "modelo de cavalaria" e o M1883 como "modelo de oficial", pelos colecionadores, o que não eram designações oficiais.

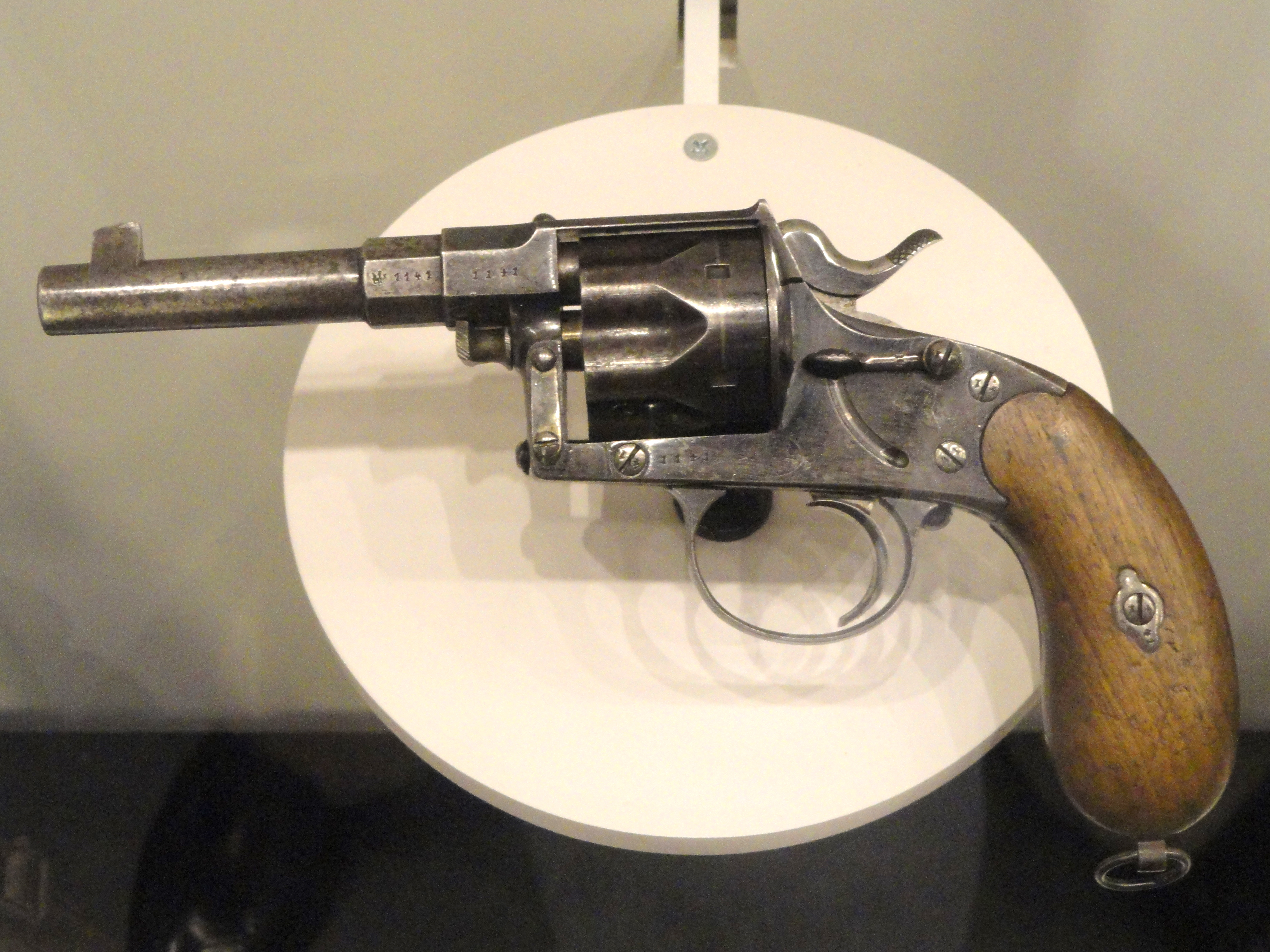
Reichsrevolver Modelo 1883

## Projeto
Ambos os modelos eram revólveres de seis tiros de ação simples, estrutura sólida e sem ejeção. O calibre era um 10,6×25mmR local com um estojo de cartucho de comprimento médio, comparável ao cartucho .44 Russian contemporâneo em tamanho e potência. O carregamento era feito por meio de uma comporta do lado direito do revólver, e o tambor era liberado puxando o cão até o meio engatilhamento. A remoção dos cartuchos vazios poderia ser feita removendo o tambor, retirando o pino do eixo e, em seguida, removendo os cartuchos manualmente, mas na prática, uma pequena haste separada (armazenada na bolsa de munição) era usada para empurrar os cartuchos para fora sem a necessidade de remover o tambor. Uma característica única entre esses revólveres era a alavanca de segurança, que muitas vezes era aplicada com o cão apoiado na posição de meio engatilhamento.
A maioria dos revólveres vinha com um cordão para fixação no uniforme.